# Тренболон
Тренболо́н (парабола́н, також відомий як тренабо́л і трен) — андрогенний анаболічний стероїд, спочатку розроблений для використання у ветеринарній медицині для збільшення м'язової маси худоби та поліпшення апетиту, але згодом набув популярності серед атлетів і культуристів, які використовують його для збільшення маси й сили.
Синоніми й торгові найменування: Danabolan, Finaject, Finajet, Trembolona, Trenbol, Trenbolonum, Trenolone, Trienbolone.

## Опис
Тренболон вважають одним з найпотужніших і найефективніших анаболічних стероїдів, доступних на ринку. Він має високу анаболічну активність, що визначає його можливості щодо збільшення м'язової маси та сили, а також скорочення часу відновлення спортсменів після тренування.
Однак тренболон також відомий своїми побічними ефектами, включаючи можливість високого артеріального тиску, агресії, втрати волосся та інших проблем. Крім того, використання тренболону може призвести до різних проблем зі здоров'ям, включаючи порушення серцево-судинної системи, нейротоксичність мозку, пошкодження печінки та нирок.

## Допінг
Входить до числа анаболічних стероїдів з переліку заборонених препаратів ВАДА, заборонений до застосування у професійному спорті.
Сумнозвісний «коктейль Дюшес», який, був введений російським спортсменам на зимових Олімпійських іграх в Сочі, включав лікарську форму тренболону, поряд з оксандролоном, і похідним метенолону.